# Wachsam Tag und Nacht
Wachsam Tag und Nacht ist ein Dokumentarfilm über Arbeitskämpfe in Speyer von 1977. Er wurde von Vertrauensleuten der IG Metall in Zusammenarbeit mit der Gruppe Arbeit und Film gedreht.

## Inhalt
Der Film dokumentiert die Proteste der Belegschaft der Vereinigten Flugtechnischen Werke (VFW) Fokker in Speyer gegen die Schließung des Werkes in den Jahren 1975 und 1976.

## Hintergründe
Die Gruppe Arbeit und Film hatte sich 1974  gegründet, um Arbeitskämpfe besonders in Speyer filmisch zu unterstützen. Dafür verwendeten sie gebraucht gekaufte Technik, wie eine 16-mm-Handkamera und ein Tonbandgerät, die sie miteinander verknüpften. Die  Aufnahmen zu diesem Film wurden zum wesentlichen Teil von Arbeitern und Arbeiterinnen des Werkes selber gedreht.
Wachsam Tag und Nacht wurde danach vor allem bei Veranstaltungen gezeigt, die die Proteste unterstützen sollten. In regionalen Zeitungen wurde  darüber berichtet. Der Film  trug nach Aussagen von Beteiligten mit dazu bei, dass die Proteste erfolgreich waren und das Werk erhalten bleiben konnte.
Er wurde gelegentlich auch in späteren Jahren bei Protestveranstaltungen als Erinnerung, und Vorbild  gezeigt.

## Auszeichnungen
- 1977 Westdeutsche Kurzfilmtage Oberhausen: Preis der deutschen Filmkritik